# پشت این چشم‌های عسلی
«پشت این چشم‌های عسلی» (به انگلیسی: Behind These Hazel Eyes) تک‌آهنگی از هنرمند اهل ایالات متحده آمریکا کلی کلارکسون برای دومین آلبوم استودیویی خود، فرار (۲۰۰۴) است. این ترانه در ۱۲ آوریل ۲۰۰۵ توسط آرسی‌ای رکوردز منتشر شد.
این تک‌آهنگ در جدول فروش ۴۰ آهنگ برتر بزرگسالان ایالات متحده آمریکا در رتبه اول و در چارت‌های، استرالیا، اسکاتلند، اتریش، بریتانیا، نیوزلند، جزو ده ترانه اول قرار گرفت.